# Charles De Rongé
Charles Chrétien De Rongé (Brussel, 17 maart 1822 - Laken, 19 augustus 1879) was een Belgisch volksvertegenwoordiger.

## Levensloop
Hij was een zoon van lakenhandelaar Chrétien De Rongé en van Marie Boulaer. Hij trouwde met Clémence Goffin, dochter van Edouard Goffin en zuster van Josse Goffin, liberale burgemeesters van Sint-Agatha-Berchem en medeeigenaars van de Forges de Clabecq.
Hij volgde zijn vader op in de lakenhandel en was bestuurder van de société anonyme de Loth pour la filature et la fabrication des tissus en laine peignée.
Vanaf 1859 was hij lid van de Kamer van Koophandel van Brussel. In 1862 werd hij plaatsvervangend rechter, in 1864 rechter en in 1869 voorzitter van de rechtbank van koophandel in Brussel. 
In 1859 werd hij verkozen tot liberaal volksvertegenwoordiger voor het arrondissement Brussel en vervulde dit mandaat tot in 1870.